# بيتر مادن
بيتر مادن (بالإنجليزية: Peter Madden)‏ هو لاعب كرة قدم ومدرب كرة قدم إنجليزي، ولد في 31 أكتوبر 1934 في برادفورد في المملكة المتحدة. لعب مع نادي روذرهام يونايتد.

## وصلات خارجية
- بيتر مادن على موقع قاعدة بيانات كرة القدم.إي يو (الإنجليزية)
- بيتر مادن على موقع Soccerbase.com (لاعب) (الإنجليزية)
- بيتر مادن على موقع Soccerbase.com (مدرب) (الإنجليزية)